# Melomys rubicola
Melomys rubicola — вид мишоподібних гризунів родини мишеві (Muridae).

## Опис
Ця велика миша мала довжину голови і тіла 148—165 мм і довгий хвіст 145—185 мм, але короткі вуха й великі ноги. Вага становила 78–164 г. Хвіст грубо лускатий і хапальний на кінчику. Забарвлення червоно-коричневе з довгими чорними покривними волосками вище і сіро-коричневими волосками нижче. Як і у більшість Melomys, ніс трохи «римський».

## Поширення, екологія
Melomys rubicola був ендеміком Bramble Cay, невеликого (5 га) коралового рифу в протоці Торрес, Австралія. Він не був знайдений на інших островах, попри інтенсивні дослідження. Було висунуто гіпотезу, що вид або близький родич все ще може існувати в Новій Гвінеї (Gynther et al. 2016). Обмежений моніторинг показав зниження чисельності виду з 1983 року. Limpus et al. (1983) оцінили загальну чисельність населення у 1978 році як «кілька сотень осіб». У 1998 році розмір популяції оцінювався як близько 90 осіб (Dennis and Storch 1998). Останній індивід був зафіксований у 2009 році. Адекватний цільовий пошук у 2014 році підтвердив вимирання виду.
Melomys rubicola був нічним. Він жив серед рослинності й використовував нори як притулки. Рослинний покрив (і, отже, харчові ресурси) на острові Bramble Cay скоротився майже до повної відсутності до 2014 року.
19 лютого 2019 року Міністерство навколишнього середовища Австралії офіційно підтвердило вимирання представників цього виду. Це сталося через підвищення рівня Світового океану та викликаних цим регулярних затоплень місць, придатних для існування цих гризунів — за 10 років така площа скоротилася на 97 %. Це перший вид, вимирання якого відбулося через глобальне потепління.